# فورکس آو کاکاپون (ویرجینیای غربی)
فورکس آو کاکاپون (به انگلیسی: Forks of Cacapon) یک منطقهٔ مسکونی در ایالات متحده آمریکا است که در شهرستان همپشر، ویرجینیای غربی واقع شده‌است. فورکس آو کاکاپون ۲۱۸ متر بالاتر از سطح دریا واقع شده‌است.